# Maripa nicaraguensis
Maripa nicaraguensis ist eine Pflanzenart aus der Gattung Maripa aus der Familie der Windengewächse (Convolvulaceae). Die Art ist in Amerika verbreitet.

## Beschreibung
Maripa nicaraguensis ist eine Liane mit glatten bis leicht gewinkelten, grau-braunen bis braunen Stängeln. Die Blattspreiten sind häutig bis nahezu häutig, verkahlend, elliptisch bis lanzettlich, 9 bis 15 (selten bis 25) cm lang, die Basis ist abgestumpft bis gerundet, nach vorn sind sie spitz bis kurz spitz zulaufend.
Die Blütenstände sind endständig, rispig-thyrsenförmig, die Verzweigungen sind mit rötlichen, schildförmigen, drüsigen Trichomen besetzt. Die Tragblätter sind dreieckig bis dreieckig-eiförmig, bis zu 2 mm lang und an der Blüte meist beständig, an der Frucht jedoch abfallend. Die Blütenstiele haben eine Länge von 4 bis 8 (selten bis 12) mm. Die Kelchblätter sind eiförmig bis breit eiförmig, 7 bis 8 mm lang, lederig bis häutig und bewimpert. Die äußeren Kelchblätter sind an der Basis mit rötlichen, drüsigen Trichomen besetzt, die inneren sind unbehaart oder auf der Außenseite mit anliegenden Trichomen behaart. Die Krone ist 30 bis 45 mm lang, violett bis pink, die Kronröhre ist an der Basis fast weiß.
Die Frucht ist elliptisch, breit elliptisch oder fast kugelförmig und misst 20 bis 30 mm im
Durchmesser. Die Oberfläche ist glatt bis netzartig strukturiert, gelb und später braun bis dunkelbraun werdend. Die Samen sind eiförmig, 20 bis 22 mm lang, 11 bis 13 mm dick.

## Verbreitung
Die Art ist in Belize, Guatemala, Nicaragua, Costa Rica, Panama, Kolumbien und Ecuador verbreitet und kommt auch im südöstlichen Mexiko vor.